# Anthony de Lucy, 3. Baron Lucy

Wappen des Anthony de Lucy, 3. Baron Lucy

Anthony de Lucy, 3. Baron Lucy (auch Anthony Lucy, * vor 1341; † 19. August oder 16. September 1368 bei Kaunas, Litauen) war ein englischer Adliger und Militär. 

## Leben
Anthony de Lucy war der älteste (oder älteste überlebende) Sohn von Thomas de Lucy, 2. Baron Lucy, aus dessen Ehe mit Margaret de Multon. Er war mindestens 24 Jahre alt, als er beim Tod seines Vaters, im Dezember 1365, dessen Titel als 3. Baron Lucy, sowie dessen Ländereien in Nordwestengland, insbesondere die feudale Baronie Cockermouth in Cumbria, erbte.
Im Mai 1366 wurde er zum Joint Warden of the Western Marches of Scotland ernannt. Entsprechend leistete er fortan Dienst an der Schottischen Grenze, bis er mit Lizenz vom 20. November 1367 den Auftrag bzw. die Erlaubnis erhielt, mit 15 Reitern und ausgestattet mit 500 £ zur Deckung seiner Auslagen von Dover in See zu stechen. Er beteiligte sich mit diesem Kontingent an den Litauerkriegen des Deutschen Ordens und starb im Verlauf dieses Feldzuges im August oder September 1368 in Litauen. Aufgrund seiner Ortsabwesenheit wurde er nie zu Sitzungen des Englischen Parlaments einberufen. 
Spätestens 1366 hatte er Joan FitzHenry († 1403), Witwe des William Greystoke, 2. Baron Greystoke († 1359) und einzige Tochter des Sir Henry FitzHenry, Gutsherr von Ravensworth in Yorkshire, geheiratet. Nach seinem Tod heiratete sie in dritter Ehe Sir Matthew de Redman. Aus seiner Ehe hinterließ keine Söhne, aber eine 1366 geborene Tochter, Joan de Lucy, die nach modernem Verständnis seinen Adelstitel als 4. Baroness Lucy erbte, jedoch bereits im September/Oktober 1369 starb. Der Titel fiel nach modernem Verständnis daraufhin an Anthonys Schwester Maud de Lucy (um 1344–1398), die mit Gilbert de Umfraville, 9. Earl of Angus, verheiratet war und seine Ländereien im November 1369 in Besitz nahm.

## Mann von St. Bees
1987 wurde bei archäologischen Ausgrabungen in der Abtei von St. Bees in Cumbria ein zu diesem Zeitpunkt bemerkenswert gut erhaltener Leichnam entdeckt, der heute relativ sicher als der von Anthony de Lucy identifiziert wurde. Demnach wurde Anthonys Leichnam nach seinem Tod in seine Heimat überführt und am westlichen Ende des Chorschiffes der Abteikirche von St. Bees bestattet.